# クレマンス・ド・オングリー
クレマンス・ド・オングリー（Clémence de Hongrie, 1293年2月8日 - 1328年10月13日）は、フランス王ルイ10世の2度目の王妃。クレマンス・ダンジュー（Clémence d'Anjou）とも呼ばれる。

## 生涯
ハンガリーの王位請求者カルロ・マルテッロ・ダンジョ（ナポリ王カルロ2世の長子）と妃クレメンティア（神聖ローマ皇帝ルドルフ1世の娘）の娘として生まれた。兄はハンガリー王カーロイ1世。ヴァロワ朝初代の王となるフィリップ6世は父方の従弟に当たる。
1315年、フランス王ルイ10世は不貞を犯して幽閉されていた初婚の王妃マルグリット・ド・ブルゴーニュが獄死したため（ルイの再婚を可能とするため暗殺されたとも言われている）、同年8月にクレマンスと結婚した。
1316年6月、妊娠中のクレマンスを残してルイは急死した。王弟フィリップが摂政となり、出生に疑惑をもたれる幼い王女ジャンヌの即位を阻止し、クレマンスの男児出生を待った。同年11月、出生と同時に嬰児がジャン1世となったが、わずか4日間しか生きられなかった。そのため、摂政であった王弟がフィリップ5世として即位した。
クレマンスは宮廷を去ってアヴィニョンへ向かった。1318年には、エクス＝アン＝プロヴァンスのドミニコ会修道院へ隠遁した。数年後にパリへ戻ったが、1328年に35歳で亡くなった。